# Günter Kohrt
Günter Kohrt (* 11. März 1912 in Berlin; † 17. Dezember 1982) war ein deutscher Politiker (SED) und Diplomat. Er war stellvertretender Minister für Auswärtige Angelegenheiten der DDR und Botschafter der DDR in der Volksrepublik China und in der Ungarischen Volksrepublik.

## Leben
Kohrt, Sohn eines Elektromonteurs und einer Verkäuferin, absolvierte nach dem Abschluss der Volks- und Realschule eine kaufmännische Lehre und war danach als Buchhalter in Berlin tätig. 1927 trat er dem Zentralverband der Angestellten, 1929 dem Deutschen Freidenker-Verband und 1930 der SPD bei. 1932 wurde Kohrt aktiv in der „Sozialwissenschaftlichen Vereinigung“, aus der später die Widerstandsgruppe „Rote Kämpfer“ hervorging. 1934/1935 wurden bei ihm mehrere Haussuchungen durchgeführt. 1941 wurde er zum Kriegsdienst bei der Wehrmacht eingezogen. Er leistete Dienst in einer Sanitätseinheit und befand sich bei Kriegsende im Mai/Juni 1945 in Moosbach bei Braunau/Inn in US-amerikanischer Kriegsgefangenschaft.
1945 trat Kohrt der KPD bei und wurde 1946 Mitglied der SED. Von August 1945 bis 1949 war er nacheinander Hauptsachbearbeiter, Referatsleiter, Referent und ab Dezember 1948 schließlich Dezernent in der Abteilung Volksbildung beim Magistrat von Groß-Berlin. Im April 1949 besuchte der Kreisparteischule der SED in Berlin-Kaulsdorf, von September bis Dezember 1949 die Deutsche Verwaltungsakademie. 
Von Dezember 1949 die Februar 1951 war Kohrt persönlicher Referent von Anton Ackermann im Ministerium für Auswärtige Angelegenheiten der DDR (MfAA). 1951 wurde er Leiter der Abteilung I (Deutschland-Politik der westlichen Besatzungsmächte), 1952 Leiter der Hauptabteilung II (Politik Weststaaten), 1953 der Hauptabteilung III (Deutschland und Europapolitik) im MfAA.
Von 1954 bis 1957 studierte Kohrt an der Parteihochschule beim ZK der KPdSU in Moskau mit Abschluss als Diplom-Gesellschaftswissenschaftler. Nach dem Studium war er von Oktober 1957 bis März 1964 Erster Stellvertreter des Leiters der Abteilung Außenpolitik und Internationale Verbindungen beim ZK der SED, Peter Florin. 

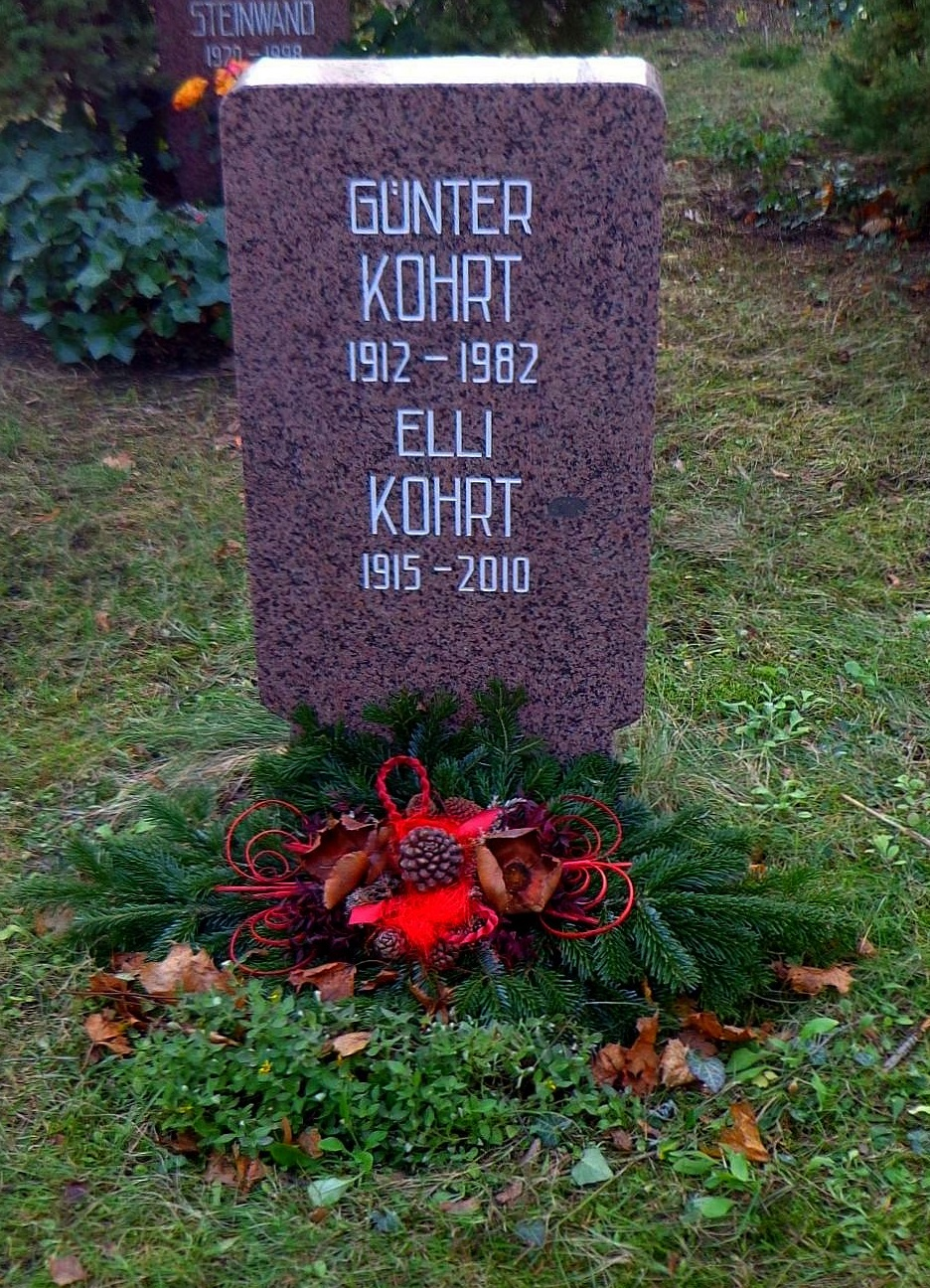
Grabstätte

Von April 1964 bis März 1966 war Kohrt Außerordentlicher und Bevollmächtigter Botschafter der DDR in Peking. Kohrts Rückbeorderung erfolgte durch den Beschluss des Politbüros des ZK der SED vom 25. Januar 1966 aufgrund einer Vorlage des Außenministers Otto Winzer. Anlass war eine Neustrukturierung der Leitungsebene im MfAA zur Entlastung Winzers, Verstärkung der Auslandsinformation und der Koordination. Kohrt wurde am 24. Februar 1966 zum Staatssekretär im MfAA und zum Ersten Stellvertreter des Ministers für Auswärtige Angelegenheiten ernannt. Kohrt war maßgeblich an der Vorbereitung der deutsch-deutschen Gipfeltreffen in Erfurt und Kassel 1970 beteiligt. Bei den Gesprächen zwischen Bundeskanzler Willy Brandt und dem  Vorsitzenden des Ministerrates der DDR Willi Stoph in Erfurt und Kassel (19. März und 21. Mai) gehörte Kohrt der Delegation von Stoph an. Kohrt wurde zum Unterhändler für die Gespräche mit dem West-Berliner Senat bestellt. Im Rahmen der Verhandlungen zum Viermächteabkommen über Berlin setzten am 6. März 1971 auch die Gespräche zwischen dem Berliner Senat und der DDR auf der Ebene von Senatsdirektor Ulrich Müller und Staatssekretär Kohrt ein. Nach insgesamt 26 Verhandlungen unterzeichneten beide am 20. Dezember 1971 die Vereinbarungen über den Reise- und Besuchsverkehr sowie den Gebietsaustausch.
Ab März 1973 war Kohrt Botschafter der DDR in Budapest. 1974 kehrte er als Berater ins MfAA zurück und trat 1975 als Invalidenrentner in den Ruhestand. Im September 1980 übernahm er die ehrenamtliche Funktion des Präsidenten der Liga für die Vereinten Nationen in der DDR, die er bis zu seinem Tode im Jahre 1982 innehatte. Seine Urne wurde in der Gräberanlage Pergolenweg des Berliner Zentralfriedhofs Friedrichsfelde beigesetzt.

## Auszeichnungen
- Vaterländischer Verdienstorden (VVO) in Silber (1962) und in Gold (1972)
- Ehrenspange zum VVO in Gold (1982)
- Orden Banner der Arbeit (1969)
- Orden Stern der Völkerfreundschaft in Gold (1977)

## Schriften
- Auf stabilem Kurs. Stationen der Außenpolitik der DDR. Dietz, Berlin 1980.

### Artikel (Auswahl)
- Die Verschwörung der amerikanischen und deutschen Imperialisten gegen die Einheit Deutschlands und den Frieden. In: Einheit, Heft 2 (1959), S. 201–220.
- Die Deutsche Demokratische Republik und der Kampf um Frieden und Sozialismus. In: Einheit, Heft 2 (1961), S. 219–242.
- Was steckt hinter den Plänen der westeuropäischen Imperialisten zur Schaffung einer „Europäischen Politischen Union“? In: Einheit, Heft 5 (1962), S. 75–86.
- Der Kampf für den Frieden – die wichtigste Bedingung des Kampfes um den Sozialismus. In: Einheit, Heft 3 (1963), S. 84–94.
- Der 8. Mai 1945 – ein Wendepunkt in der deutschen Geschichte. In: Außenpolitische Korrespondenz, 18 (1970), S. 133–134.
- 25 Jahre Vereinte Nationen. In: Deutsche Außenpolitik, Heft 1 (1971), S. 5–18.
- Maoistische Politik auf den Pfaden der Konterrevolution und des Krieges. Teile I–IV. In: horizont, 8. Jg. (1975) Nr. 46, S. 8–9; Nr. 47, S. 14–15; Nr. 48, S. 8–9 und Nr. 49, S. 8–9.
- Permanente Krise und zunehmende Gefährlichkeit des Maoismus. Teile I–V. In: horizont, 9. Jg. (1976), Nr. 33, S. 8–9; Nr. 34, S. 8–9; Nr. 35, S. 8–9; Nr. 36, S. 25–26 und Nr. 37, S. 8–9.